# Amphirrhox
Amphirrhox Spreng. – rodzaj roślin z rodziny fiołkowatych (Violaceae). Według Plants of the World w obrębie tego rodzaju znajdują się dwa gatunki. Występuje naturalnie w klimacie tropikalnym Ameryki. Gatunkiem typowym jest A. longifolia (A.St.-Hil.) Spreng.

## Morfologia
PokrójZimozielone drzewa lub krzewy.
LiściePojedyncze, naprzeciwległe, całobrzegie.
KwiatyNieco grzbieciste, obupłciowe, zebrane w pęczki, rozwijają się w kątach pędów lub na ich szczytach. Mają 5 działek kielicha zrośniętych u podstawy, nierównych. Płatków jest 5, są wolne i nierówne, przedni jest zazwyczaj dwuklapowy. Kwiaty mają 5 pręcików zrośniętych u nasady. Zalążnia jest jednokomorowa, siedząca, ze słupkiem górnym, powstaje z trzech owocolistków z łożyskiem ściennym.
OwoceTorebki pękające klapami.

## Systematyka
Pozycja systematyczna według APweb (aktualizowany system APG IV z 2016)
Rodzaj należy do rodziny fiołkowatych (Violaceae) przedstawianej jako siostrzana dla Goupiaceae i blisko spokrewnionej z męczennicowatymi Passifloraceae i wierzbowatymi Salicaceae, wraz z którymi zaliczana jest do obszernego rzędu malpigiowców (Malpighiales) i wraz z nim do kladu różowych w obrębie okrytonasiennych.
Lista gatunków
- Amphirrhox grandifolia Melch.
- Amphirrhox longifolia (A.St.-Hil.) Spreng.